# Легкі крейсери типу «Дука дельї Абруцці»
«Дука дельї Абруцці» (італ. Classe Duca degli Abruzzi) — п'ятий підклас легких крейсерів Королівських ВМС Італії періоду Другої світової війни типу «Кондотьєрі» («Кондотьєрі» типу «E»).

## Історія створення
У програму будівництва італійського флоту на 1933-1934 роки були закладені два останні легкі крейсери. Цей підклас отримав назву «Дука дельї Абруцці», або  «Кондотьєрі» типу «E».
Перед конструкторами була поставлена задача побудувати корабель, здатний витримувати влучання 203-мм снарядів. Кількість гармат головного калібру мала була збільшена до 10. Щоб водотоннажність не перевищила розумних меж, було вирішено, що швидкість повного ходу становитиме 31 вузол. 

## Представники
| Назва                                        | Верф                                      | Закладений          | Спущений на воду    | Вступив у стрій    | Доля                                                                          |
| -------------------------------------------- | ----------------------------------------- | ------------------- | ------------------- | ------------------ | ----------------------------------------------------------------------------- |
| Дука дельї Абруцці Duca degli Abruzzi (1936) | «Cantiere navale del Muggiano», Ла-Спеція | 28 грудня 1933 року | 21 квітня 1936 року | 1 грудня 1937 року | виключений зі складу флоту у 1961 році, розібраний на брухт у 1972 році       |
| Джузеппе Гарібальді Giuseppe Garibaldi       | «Cantieri Riuniti dell'Adriatico», Трієст | 28 грудня 1933 року | 22 квітня 1936 року | 1 грудня 1937 року | виключений зі складу флоту у 1971 році, розібраний на брухт у 1977-1978 роках |

## Конструкція

### Корпус та бронювання

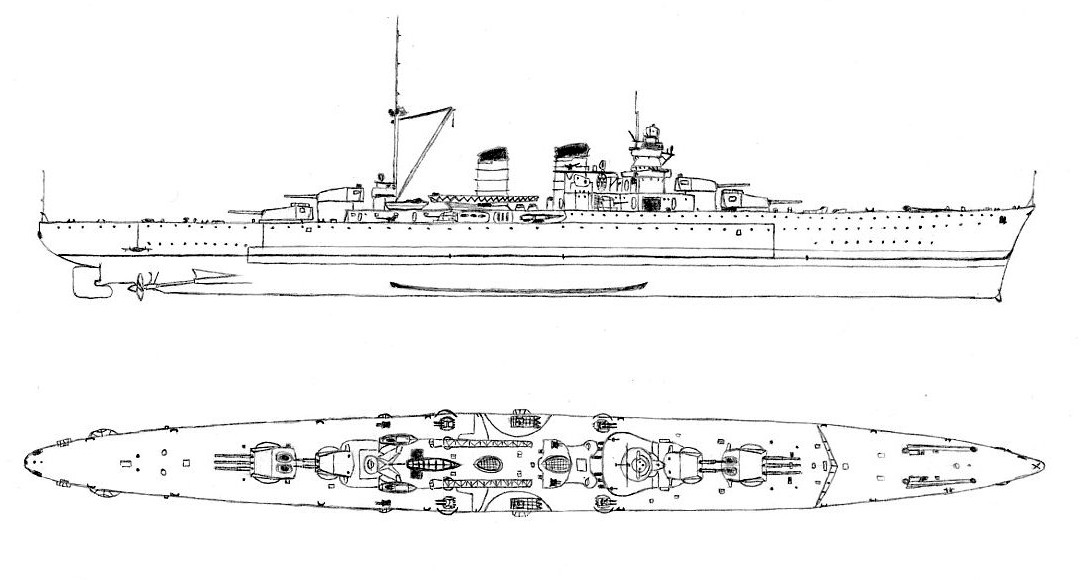
Схема крейсера «Джузеппе Гарібальді»

Водотоннажність крейсерів «Дука дельї Абруцці» порівняно з попереднім підтипом виросла на 1000 т, ширина збільшилась на 1,4 м, товщина бортового пояса - на 30 мм. Через збільшення ширини вдалось розмістити котли по двоє в ряд, і тим самим зменшити довжину енергетичних відсіків. Завдяки цьому башти головного калібру були зміщені ближче до центру корпуса, що дало змогу раціональніше розмістити артилерію універсального калібру.
Бортове бронювання складалось із зовнішнього пояса товщиною 30 мм та внутрішнього товщиною 100 мм. Броньова палуба мала товщину 40 мм, верхня палуба - 10 мм у центрі та 15 мм на кінцях. Бойова рубка мала бронювання: 140 мм (стіни) і 75 мм (дах). Башти головного калібру мали бронювання: 145 м (фронтальна частина), 60 мм (дах), 35 мм (борти). Барбети мали бронювання до 100 мм, щити гармат універсального калібру - 8 мм.

### Силова установка
Силова установка складалась з 8 парових котлів типу «Ярроу» та 2 парових турбін типу «Парсонс». Загальна потужність силової установки становила 100 000 к.с., що давало змогу розвинути швидкість до 32 вузлів.
Запас палива становив 1 680 т, дальність плавання на 13 вузлах - 4 125 миль.

### Озброєння
На крейсерах «Дука дельї Абруцці» встановили нові 152-мм гармати «OTO/Ansaldo 152/53» зразка 1934 року. 10 гармат розмістили у 4 баштах, розташованих за лінійно-підвищеною схемою. Нижні башти мали по 3 гармати, верхні - по 2 гармати.
Універсальний калібр складався з восьми 100-мм гармат 100 mm/47 OTO.
Малокаліберна та зенітна артилерія складалась з восьми 37-мм гармат Breda  у 4 спарених установках та восьми 13,2-мм кулеметів «Breda Mod. 31», розміщених попарно в 4 установках.
Торпедно-мінне озброєння складалось з двох тритрубних 533-мм торпедних апаратів, розташованих уздовж бортів. Запас торпед становив 12 штук. 
Протичовнове озброєння складалось з 2 бомбометів із запасом у 120 мін.
На крейсерах були розміщені 2 катапульти для запуску літаків, але ангар не був передбачений. На крейсерах могли базуватись 4 літаки, але зазвичай, щоб не захаращувати верхню палубу, на борт брали по 2 літаки.  
У 1943 році з крейсерів зняли 13,2-мм кулемети та встановили 10 20-мм зенітних автоматів у 5 спарених установках. у 1944-1945 роках з кораблів зняли торпедне та авіаційне озброєння.